# Godzina szczytu
Godzina szczytu – polski film psychologiczny z 1973 roku, w reżyserii Jerzego Stefana Stawińskiego. Pierwowzorem scenariusza do filmu była powieść pt. Godzina szczytu autorstwa Jerzego Stefana Stawińskiego.
W 2006 roku powstał rosyjski remake filmu w reżyserii Olega Fesenko pod tytułem Час пик.

## Opis fabuły
45-letni dyrektor zakładu Krzysztof Maksymowicz dowiaduje się, że jest nieuleczalnie chory - ma nowotwór. W krótkim czasie, jaki pozostał do operacji, postanawia uporządkować swoje życie. Nagle wydostają się na wierzch skrywane przed nim tajemnice - w pracy wcale nie jest niezastąpiony, a jego żona woli jego kolegę. Krzysztof bierze rozwód, sprzedaje samochód i zwalnia się z pracy. Tymczasem okazuje się, że nowotwór udało się usunąć.

## Obsada aktorska
- Leszek Herdegen (dyrektor Krzysztof Maksymowicz)
- Jolanta Bohdal (Maja, kochanka Maksymowicza)
- Maria Chwalibóg (Zofia, żona Maksymowicza)
- Barbara Wrzesińska (Elżbieta Borzęcka)
- Lech Łotocki (projektant Radniewski)
- Stanisław Michalski (Obuchowski, zastępca dyrektora)
- Piotr Pawłowski (Andrzej, kochanek Ewy Maksymowicz)
- Aleksander Sewruk (prezes Trzos)
- Katarzyna Kaczmarek (Bożena, sekretarka Maksymowicza)
- Maria Kowalik (Ewa, córka Maksymowiczów)
- Jerzy Duszyński (profesor)
- Krzysztof Kowalewski (inżynier Adamczewski, nowy kochanek Majki)
- Bolesław Abart (asystent profesora)